# 2025年辽宁辽阳饭店火灾
2025年4月29日，中华人民共和国辽宁省辽阳市白塔区的一家饭店发生火灾，造成22人死亡、3人受伤。

## 经过
2025年4月29日12时25分，位于辽宁省辽阳市白塔区三里庄回迁楼附近的三里厨娘饭店发生火灾。有目击者称，当时正值大风天气，起初仅是冒黑烟，不久后火势迅速蔓延。辽阳当地消防部门随即出动22辆消防车、85名消防员前往扑救，首批消防员12时37分到达，现场明火于12时43分左右扑灭。当天下午，现场救援工作结束，火灾造成22人死亡、3人受伤，伤员生命体征平稳。
火灾具体情况正在调查中。据4月30日辽阳市召开的新闻发布会发布的消息，经初步调查，起火部位为门口的侧面，排除燃气爆炸及人为纵火可能，调查组人员正围绕遗留烟头、电气故障等方向开展调查。调查组初步分析，由于饭店内家具和装修材料易燃，加之室外风力较大，火势迅速封闭出口，室内被困人员逃生困难，短时间吸入大量有毒气体导致窒息死亡。据参与灭火的消防员回忆，餐厅内黑烟弥漫，桌椅板凳等物品十分凌乱，条件恶劣。

## 反应
中共中央总书记、国家主席习近平、国务院总理李强分别作出指示及批示，要求全力救治受伤人员，做好善后工作。国务院安委会决定对该起重大事故查处实行挂牌督办，应急管理部工作组被派往当地指导事故调查处置工作。涉事饭店经营负责人已被警方控制。
中共辽宁省委书记、辽宁省人大常委会主任郝鹏，省委副书记、省长王新伟赶赴辽阳，指导事故善后处置工作，并看望慰问受伤人员。